# Talló
Talló és una entitat de població del municipi cerdà de Bellver de Cerdanya, situada a 1060 metres sobre el nivell de la mar.
El 2007 tenia 35 habitants i 44 l'any 2009.
En aquest nucli s'hi troba l'església de Santa Maria de Talló. Hi ha notícies de l'església des de l'any 839. També és coneguda com "la Catedral de la Cerdanya".